# Marek Novotný
Marek Novotný (wym. [ˈmarɛk ˈnovotniː]; ur. 4 maja 1977 w Pieszczanach) – czeski siatkarz, reprezentant Czech. Jego zasięg w ataku to 345 cm, a w bloku 325 cm. Zawodnik gra na pozycji przyjmującego lub atakującego. Jest doświadczonym zawodnikiem, grał w takich klubach jak m.in. włoski Sisley Treviso, grecki EA Patras czy polski Jastrzębski Węgiel.

## Sukcesy klubowe
Liga czeska:
- 1999
- 2000, 2011

Liga francuska:
- 2005
- 2004
- 2006

Puchar Włoch:
- 2007

Liga włoska:
- 2007

Superpuchar Włoch:
- 2007

Liga grecka:
- 2009

Puchar Polski:
- 2010

Liga polska:
- 2010